# Liste der brasilianischen Delegationsleiter zu den Vollversammlungen der Vereinten Nationen

## Liste
| Jahr | Name                                 | Generalversammlung der Vereinten Nationen |
| ---- | ------------------------------------ | --- |
| 1946 | Luís Martins de Souza Dantas         | 1. ordentlichen Sitzungsperiode erster Teil |
| 1946 | Pedro Leão Veloso (diplomata)        | 1. ordentlichen Sitzungsperiode zweiter Teil |
| 1947 | João Carlos Muniz                    | 2. ordentliche Sitzungsperiode in Lake Success |
| 1948 | Raul Fernandes                       | 3. ordentliche Sitzungsperiode Embaixador Raul Fernandes, Ministro das Relações Exteriores, por suas várias realizações (representante do Brasil na Sociedade das Nações 1950, o ministro das Relações Exteriores Raul Fernandes solicitou a criação da Comissão Mista Brasil-Estados Unidos de Desenvolvimento Económico). |
| 1949 | Ciro de Freitas Vale                 | 4. ordentliche Sitzungsperiode |
| 1950 | Ciro de Freitas Vale                 | 5. ordentliche Sitzungsperiode |
| 1951 | Mário de Pimentel Brandão            | 6. ordentliche Sitzungsperiode |
| 1952 | João Neves da Fontoura               | 7. ordentliche Sitzungsperiode |
| 1953 | Mário de Pimentel Brandão            | 8. ordentliche Sitzungsperiode |
| 1954 | Ernesto Leme                         | 9. ordentliche Sitzungsperiode |
| 1955 | Ciro de Freitas Vale                 | 10. ordentliche Sitzungsperiode |
| 1956 | Ciro de Freitas Vale                 | 11. ordentliche Sitzungsperiode |
| 1957 | Oswaldo Aranha                       | 12. ordentliche Sitzungsperiode |
| 1958 | Francisco Negrão de Lima             | 13. ordentliche Sitzungsperiode |
| 1959 | Augusto Frederico Schmidt            | 14. ordentliche Sitzungsperiode |
| 1960 | Horácio Lafer                        | 15. ordentliche Sitzungsperiode |
| 1961 | Affonso Arinos de Mello Franco       | 16. ordentliche Sitzungsperiode |
| 1962 | Affonso Arinos de Mello Franco       | 17. ordentliche Sitzungsperiode |
| 1963 | Affonso Arinos de Mello Franco       | 18. ordentliche Sitzungsperiode |
| 1964 | Vasco Leitão da Cunha                | 19. ordentliche Sitzungsperiode |
| 1965 | Vasco Leitão da Cunha                | 20. ordentliche Sitzungsperiode |
| 1966 | Juracy Magalhães                     | 21. ordentliche Sitzungsperiode |
| 1967 | José de Magalhães Pinto              | 22. ordentliche Sitzungsperiode |
| 1968 | José de Magalhães Pinto              | 23. ordentliche Sitzungsperiode |
| 1969 | José de Magalhães Pinto              | 24. ordentliche Sitzungsperiode |
| 1970 | Mário Gibson Alves Barboza           | 25. ordentliche Sitzungsperiode |
| 1971 | Mário Gibson Alves Barboza           | 26. ordentliche Sitzungsperiode |
| 1972 | Mário Gibson Alves Barboza           | 27. ordentliche Sitzungsperiode |
| 1973 | Mário Gibson Alves Barboza           | 28. ordentliche Sitzungsperiode |
| 1974 | Azeredo da Silveira                  | 29. ordentliche Sitzungsperiode |
| 1975 | Azeredo da Silveira                  | 30. ordentliche Sitzungsperiode |
| 1976 | Azeredo da Silveira                  | 31. ordentliche Sitzungsperiode |
| 1977 | Azeredo da Silveira                  | 32. ordentliche Sitzungsperiode |
| 1978 | Azeredo da Silveira                  | 33. ordentliche Sitzungsperiode |
| 1979 | Ramiro Saraiva Guerreiro             | 34. ordentliche Sitzungsperiode |
| 1980 | Ramiro Saraiva Guerreiro             | 35. ordentliche Sitzungsperiode |
| 1981 | Ramiro Saraiva Guerreiro             | 36. ordentliche Sitzungsperiode |
| 1982 | João Baptista de Oliveira Figueiredo | 37. ordentliche Sitzungsperiode |
| 1983 | Ramiro Saraiva Guerreiro             | 38. ordentliche Sitzungsperiode |
| 1984 | Ramiro Saraiva Guerreiro             | 39. ordentliche Sitzungsperiode |
| 1985 | José Sarney                          | 40. ordentliche Sitzungsperiode |
| 1986 | Abreu Sodré                          | 41. ordentliche Sitzungsperiode |
| 1987 | Abreu Sodré                          | 42. ordentliche Sitzungsperiode |
| 1988 | Abreu Sodré                          | 43. ordentliche Sitzungsperiode |
| 1989 | José Sarney                          | 44. ordentliche Sitzungsperiode |
| 1990 | Fernando Collor de Mello             | 45. ordentliche Sitzungsperiode |
| 1991 | Fernando Collor de Mello             | 46. ordentliche Sitzungsperiode |
| 1992 | Celso Lafer                          | 47. ordentliche Sitzungsperiode |
| 1993 | Celso Amorim                         | 48. ordentliche Sitzungsperiode |
| 1994 | Celso Amorim                         | 49. ordentliche Sitzungsperiode |
| 1995 | Luiz Felipe Lampreia                 | 50. ordentliche Sitzungsperiode |
| 1996 | Luiz Felipe Lampreia                 | 51. ordentliche Sitzungsperiode |
| 1997 | Luiz Felipe Lampreia                 | 52. ordentliche Sitzungsperiode |
| 1998 | Luiz Felipe Lampreia                 | 53. ordentliche Sitzungsperiode |
| 1999 | Luiz Felipe Lampreia                 | 54. ordentliche Sitzungsperiode |
| 2000 | Marco Maciel                         | Discurso do Vice-Presidente da República Sitzungsperiode zum Millennium |
| 2000 | Luiz Felipe Lampreia                 | 55. ordentliche Sitzungsperiode |
| 2001 | Fernando Henrique Cardoso            | 56. ordentliche Sitzungsperiode |
| 2002 | Celso Lafer                          | 57. ordentliche Sitzungsperiode |
| 2003 | Luiz Inácio Lula da Silva            | 58. ordentliche Sitzungsperiode |
| 2004 | Luiz Inácio Lula da Silva            | 59. ordentliche Sitzungsperiode |

Quelle: www.funag.gov.br